# Płyn pozakomórkowy
Płyn pozakomórkowy, płyn zewnątrzkomórkowy – płyn występujący w przestrzeni pozakomórkowej organizmu. Jest on obficie wydzielany przez komórki, ponieważ zapewnia im odpowiednie środowisko zewnętrzne. Płynami pozakomórkowymi są:
- osocze krwi i chłonka (limfa);
- płyn tkankowy (śródmiąższowy) – wypełniający przestrzenie międzykomórkowe niektórych tkanek (np. mięśniowej);
- płyn znajdujący się w jamach wewnątrz ciała wyścielonych błoną surowiczą (opłucną, osierdziem, otrzewną);
- płyn mózgowo-rdzeniowy – w komorach i kanałach mózgu oraz rdzenia kręgowego.

W obrębie płynu pozakomórkowego wydziela się płyn transcelularny, który stanowi jego 2,5%.
Płyn pozakomórkowy zawiera znacznie więcej sodu (ponad połowa jego zawartości znajduje się w przestrzeni pozakomórkowej) i mniej potasu (prawie cała jego zawartość znajduje się wewnątrz komórek).
U ludzi stężenie glukozy jest utrzymywane przez homeostazę na poziomie około 5 mM.
Wartość pH płynu pozakomórkowego jest ściśle regulowane przez bufory i waha się około wartości 7,4.
Objętość płynu pozakomórkowego wynosi typowo 15 litrów (z czego 12 l to płyn śródmiąższowy, a 3 l to osocze).

## Skład płynu pozakomórkowego
Główne kationy:
- sodowy (Na+, 140 mM)
- wapniowy (Ca2+, 2 mM)

Główne aniony:
- chlorkowy (Cl−, 110 mM)
- wodorowęglanowy (HCO3−, 26 mM)

Płyn pozakomórkowy jest uboższy w białka w porównaniu do płynu wewnątrzkomórkowego.